# 学校法人京都YMCA学園
学校法人京都YMCA学園（がっこうほうじんきょうとYMCAがくえん）は、1990年に設置された学校法人。
2校の専門学校を管理している

## 概要
- 京都YMCA国際福祉専門学校→介護福祉学科、社会福祉科、日本語科
- 舞鶴YMCA国際福祉専門学校→介護福祉学科、国際観光ビジネス学科

の2つの学校を管理している。

### 所在地
- 京都府京都市中京区三条通柳馬場東入中之町2番地
- 京都府舞鶴市字浜 1546-3

### 理事長
- 野村武夫→2つの学校を管理している